# Innes Murray
Innes Murray (* 17. Februar 1998 in Edinburgh) ist ein schottischer Fußballspieler, der bei den Kelty Hearts unter Vertrag steht.

## Karriere
Innes Murray spielte in seiner Kindheit und Jugendzeit bei Celtic Glasgow und Hibernian Edinburgh. Als Zehnjähriger kam er nach Glasgow, bevor er im August 2016 in seine Heimatstadt zu den „Hibs“ wechselte. Ein Jahr später wechselte er auf Leihbasis zum FC Stenhousemuir in die vierte schottische Liga. Er spielte in der Saison 2017/18 in 19 Ligaspielen für Stenhousemuir und traf zweimal. Nach seiner Rückkehr spielte Murray vorwiegend in der U-20-Mannschaft von „Hibernian“.
Im Januar 2020 wurde Murray an den Drittligisten Airdrieonians FC verliehen. Bis zum vorzeitigen Abbruch der Saison im April 2020 infolge der COVID-19-Pandemie kam er im Mittelfeld der „Diamonds“ auf fünf Spiele. Ab September 2020 wechselte er als Leihspieler zum Zweitligisten Alloa Athletic. Der Verein stieg am Ende der Saison in die dritte Liga ab. Murray hatte in 16 Ligaspielen drei Tore erzielen können.